# John B. T. Campbell III
John Bayard Taylor Campbell III (Los Angeles, 19 luglio 1955) è un politico statunitense, membro della Camera dei Rappresentanti per lo stato della California dal 2005 al 2015.

## Biografia
Allievo dell'UCLA e dell'USC, Campbell trovò lavoro come ragioniere alla Ernst & Young. Successivamente si affermò come presidente ed amministratore delegato di alcune aziende come la Saturn Corporation e la Saab.
Entrato in politica con il Partito Repubblicano, Campbell svolse alcuni incarichi nella legislatura locale dello stato della California: dal 2000 al 2004 servì all’Assemblea di stato e fra il 2004 e il 2005 fu membro del Senato statale.
Nel 2005 il deputato repubblicano Christopher Cox lasciò il suo seggio alla Camera dei Rappresentanti per presiedere la Securities and Exchange Commission; Campbell si candidò alle elezioni speciali indette per determinare il suo successore al Congresso e venne eletto. Da allora fu sempre riconfermato dagli elettori negli anni successivi, finché nel 2014 decise di lasciare il seggio al termine del mandato e abbandonò la Camera dopo dieci anni di permanenza.
Campbell si configura come un repubblicano piuttosto moderato; ad esempio nel 2010 è stato uno dei quindici repubblicani a votare a favore dell'abrogazione del Don't ask, don't tell.